# Terapsydy
Terapsydy, gady ssakokształtne (Therapsida) – rząd synapsydów, który pojawił się we wczesnym permie i stał się dominującą grupą kręgowców lądowych w połowie tego okresu. Zgodnie z zasadami kladystyki do terapsydów, aby były taksonem monofiletycznym, należy również zaliczyć wywodzącą się z cynodontów gromadę ssaków.
Do rzędu należą zarówno formy roślinożerne (Anomodontia) jak i drapieżne (Theriodontia) w wielkiej różnorodności form i przystosowań. W ich czaszce nastąpiła zmiana układu kości szczęki, gdzie rozrastająca się kość żuchwy przesunęła trzy kości szczęki w górę, które tam zmalały i przekształciły się w kostki słuchowe w uchu wewnętrznym, co zdecydowanie wyostrzyło słuch. Kończyny były w różnym stopniu wyprostowane i ustawione pod ciałem zwierzęcia. Podejrzewa się, że niektóre z nich osiągnęły stałocieplność i pokryte były sierścią. Drapieżne teriodonty (dokładnie: ich podrząd cynodonty), u których nastąpiło zróżnicowanie uzębienia dały początek prymitywnym ssakom.
Większość niessaczych terapsydów wymarła w triasie, chociaż niektóre przetrwały co najmniej do późnej jury.
Główne grupy terapsydów to:
- Biarmosuchia
- Dinocephalia
- Anomodontia
- Theriodontia

Systematyka według BioLib
- Rząd: Therapsida †
  - Podrząd: Eotitanosuchia
    - Rodzina: Biarmosuchidae
    - Rodzina: Eotitanosuchidae
    - Rodzina: Phthinosuchidae
    - Rodzina: Phthinosauridae

  - Podrząd: Dinocephalia
    - Infrarząd: Titanosuchia
    - Infrarząd: Tapinocephalia

  - Podrząd: Anomodontia
    - Infrarząd: Venyukoviamorpha
    - Infrarząd: Dromasauria
    - Infrarząd: Eodicynodontia
    - Infrarząd: Endothiodontia
    - Infrarząd: Pristerodontia
    - Infrarząd: Diictodontia
    - Infrarząd: Kingoriamorpha
    - Infrarząd: Dicynodontia

  - Podrząd: Theriodontia
    - Infrarząd: Gorgonopsia
    - Infrarząd: Therocephalia

  - Podrząd: Cynodontia
    - Infrarząd: Procynosuchia
    - Infrarząd: Eucynodontia